# Stockport (Iowa)
Stockport és una població dels Estats Units a l'estat d'Iowa. Segons el cens del 2000 tenia 284 habitants.

## Demografia
Segons el cens del 2000, Stockport tenia 284 habitants, 120 habitatges, i 71 famílies. La densitat de població era de 106,5 habitants/km².
Dels 120 habitatges en un 30% hi vivien nens de menys de 18 anys, en un 49,2% hi vivien parelles casades, en un 4,2% dones solteres, i en un 40,8% no eren unitats familiars. En el 35% dels habitatges hi vivien persones soles el 20,8% de les quals corresponia a persones de 65 anys o més que vivien soles. El nombre mitjà de persones vivint en cada habitatge era de 2,37 i el nombre mitjà de persones que vivien en cada família era de 3,13.
Per edats la població es repartia de la següent manera: un 27,1% tenia menys de 18 anys, un 9,2% entre 18 i 24, un 26,4% entre 25 i 44, un 21,5% de 45 a 60 i un 15,8% 65 anys o més.
L'edat mediana era de 33 anys. Per cada 100 dones de 18 o més anys hi havia 120,2 homes.
La renda mediana per habitatge era de 28.438 $ i la renda mediana per família de 31.563 $. Els homes tenien una renda mediana de 28.375 $ mentre que les dones 19.750 $. La renda per capita de la població era de 13.389 $. Entorn del 8,3% de les famílies i el 10,2% de la població estaven per davall del llindar de pobresa.

## Poblacions properes
El següent diagrama mostra les poblacions més properes.